# Мальтийский скат
Мальтийский скат (лат. Leucoraja melitensis) — вид хрящевых рыб семейства ромбовых скатов отряда скатообразных. Обитают в Средиземном море. Встречаются на глубине до 800 м. Их крупные, уплощённые грудные плавники образуют диск в виде округлого ромба. Максимальная зарегистрированная длина 50 см. Откладывают яйца. Не являются объектом целевого промысла.

## Таксономия
Впервые вид был научно описан в 1926 году как Raja melitensis. Голотип представляет собой неполовозрелого самца длиной 39 см и диском шириной 19,8 см, пойманного в Средиземном море (35°54′ с. ш. 14°32′ в. д.). 

## Ареал и среда обитания
Эти батидемерсальные скаты являются эндемиками Средиземного моря. Они обитают в водах Алжира, Италии (Сицилия), Ливии, Мальты и Туниса. Встречаются на глубине 60—800 м, в основном 400—800 при температуре 14,45—17,6 °C. Предпочитают песчаный или илистый грунт.

## Описание
Широкие и плоские грудные плавники этих скатов образуют ромбический диск с округлыми краями и слегка выступающим кончиком рыла. На вентральной стороне диска расположены 5 жаберных щелей, ноздри и рот. На тонком хвосте имеются латеральные складки. У этих скатов 2 редуцированных спинных плавника и редуцированный хвостовой плавник. 
Максимальная зарегистрированная длина 50 см.

## Биология
Эти скаты откладывают яйца, заключённые в жёсткую роговую капсулу с выростами на концах. Эмбрионы питаются исключительно желтком. Размножение происходит круглый год, хотя овулирующие самки попадаются в основном весной и осенью. Самки производят ежегодно 10—56 яиц. Эти скаты становятся половозрелыми при длине около 40 см. Продолжительность поколения оценивается в 4—5 лет.

## Взаимодействие с человеком
Эти скаты не являются объектом целевого промысла. Попадаются в качестве прилова в ходе лова донными тралами. Вид включён в Красный список Гринпис. Численность популяции снижается. Международный союз охраны природы присвоил виду охранный статус «На грани исчезновения».